# Geita
Geita è una città nel nord-ovest della Tanzania. È capoluogo del distretto urbano e della regione omonima. Ha una popolazione di 361 671 abitanti (censimento del 2022).